# PHP Standard Recommendation
Il PHP Standard Recommendation (PSR) è una specifica PHP pubblicata dal PHP Framework Interop Group (PHP-FIG). Il suo scopo è di standardizzare i concetti di programmazione nel linguaggio di programmazione PHP, così come avviene con la Java Specification Request per Java. Lo scopo è di permettere l'interoperabilità dei componenti e fornire una base tecnica comune per l'implementazione di comprovate pratiche ottimali di programmazione e test. Il PHP-FIG è formato da alcuni fondatori del framework PHP.
Ogni PSR è suggerita dai membri e votata secondo un protocollo stabilito per garantire il rispetto delle procedure previste.